# Canton d'Andrésy
Le canton d'Andrésy est une ancienne division administrative française, située dans le département des Yvelines et la région Île-de-France.

## Composition
Le canton d'Andrésy regroupait 3 communes (population 2006) jusqu'en mars 2015 :
- Andrésy : 12 558 habitants,
- Chanteloup-les-Vignes :  8 924 habitants,
- Maurecourt : 4 057 habitants.

## Représentation
| Période | Période | Identité       | Étiquette        | Qualité |
| ------- | ------- | -------------- | ---------------- | --- |
| 1985    | 2001    | Pierre Cardo   | UDF-PPDF puis DL | Cadre de gestion Maire de Chanteloup-les-Vignes Député de la septième circonscription des Yvelines (1993 → 2010) |
| 2001    | 2011    | Hugues Ribault | DL puis UMP      | Maire d'Andrésy (2001 → 2020)                                                                                    |
| 2011    | 2015    | Joël Tissier   | EELV             | Ingénieur Premier adjoint au Maire de Maurecourt                                                                 |

Canton créé en 1985.

## Résultats électoraux
| Candidat       | Candidat                   | Parti          | Premier tour | Premier tour | Second tour | Second tour |  |
| Candidat       | Candidat                   | Parti          | Voix         | %            | Voix        | %           |  |
| -------------- | -------------------------- | -------------- | ------------ | ------------ | ----------- | ----------- |  |
|                | Pierre Cardo sortant réélu | UDF (PR)       | 3 047        | 34,63        | 5 422       | 75,00       |  |
|                | Henri Jeannequin           | FN             | 1 584        | 18,00        | 1 807       | 25,00       |  |
|                | Jean-Francois Thil         | PS             | 1 267        | 14,40        |             |             |  |
|                | Lucien Ferrier             | Les Verts      | 1 050        | 11,93        |             |             |  |
|                | Monique Le Saux            | GÉ             | 877          | 9,97         |             |             |  |
|                | Robert Poujol              | Divers droite  | 549          | 6,24         |             |             |  |
|                | Jean Caron                 | PCF            | 426          | 4,84         |             |             |  |
|                |                            |                |              |              |             |             |  |
| Inscrits       | Inscrits                   | Inscrits       | 13 716       | 100,00       | 13 718      | 100,00      |  |
| Abstentions    | Abstentions                | Abstentions    | 4 644        | 33,86        | 5 720       | 41,7        |  |
| Votants        | Votants                    | Votants        | 9 072        | 66,14        | 7 998       | 58,3        |  |
| Blancs et nuls | Blancs et nuls             | Blancs et nuls | 272          | 3            | 769         | 9,61        |  |
| Exprimés       | Exprimés                   | Exprimés       | 8 800        | 97           | 7 229       | 90,39       |  |

| Candidat       | Candidat                     | Parti          | Premier tour | Premier tour | Second tour | Second tour |  |
| Candidat       | Candidat                     | Parti          | Voix         | %            | Voix        | %           |  |
| -------------- | ---------------------------- | -------------- | ------------ | ------------ | ----------- | ----------- |  |
|                | Hugues Ribault sortant réélu | UMP            | 3 778        | 42,38        | 4 930       | 52,22       |  |
|                | Christine Leygnier           | PS             | 2 794        | 31,34        | 4 511       | 47,78       |  |
|                | Laurent Baeckeroot           | FN             | 1 019        | 11,43        |             |             |  |
|                | Patrice Pollet               | Les Verts      | 840          | 9,42         |             |             |  |
|                | Amandine Rangot              | PCF            | 309          | 3,47         |             |             |  |
|                | Daniel Contesse              | Extrême gauche | 174          | 1,95         |             |             |  |
|                |                              |                |              |              |             |             |  |
| Inscrits       | Inscrits                     | Inscrits       | 14 552       | 100,00       | 14 552      | 100,00      |  |
| Abstentions    | Abstentions                  | Abstentions    | 5 390        | 37,04        | 4 740       | 32,57       |  |
| Votants        | Votants                      | Votants        | 9 162        | 62,96        | 9 812       | 67,43       |  |
| Blancs et nuls | Blancs et nuls               | Blancs et nuls | 248          | 2,71         | 371         | 3,78        |  |
| Exprimés       | Exprimés                     | Exprimés       | 8 914        | 97,29        | 9 441       | 96,22       |  |

| Candidat                          | Candidat               | Parti          | Premier tour | Premier tour | Second tour | Second tour |  |
| Candidat                          | Candidat               | Parti          | Voix         | %            | Voix        | %           |  |
| --------------------------------- | ---------------------- | -------------- | ------------ | ------------ | ----------- | ----------- |  |
|                                   | Hugues Ribault sortant | UMP            | 1 807        | 29,09        | 2 686       | 41,24       |  |
|                                   | Joël Tissier élu       | EÉLV           | 1 656        | 26,66        | 3 827       | 58,76       |  |
|                                   | Michèle Chateau        | PS             | 1 104        | 17,77        |             |             |  |
|                                   | François Siméoni       | FN             | 1052         | 16,93        |             |             |  |
|                                   | Mouni Coudoux          | FG (PCF)       | 229          | 3,69         |             |             |  |
|                                   | Philippe Gautry        | Divers droite  | 195          | 3,14         |             |             |  |
|                                   | Jean-Claude Frot       | MoDem          | 169          | 2,72         |             |             |  |
|                                   |                        |                |              |              |             |             |  |
| Inscrits                          | Inscrits               | Inscrits       | 16 466       | 100,00       | 16 465      | 100,00      |  |
| Abstentions                       | Abstentions            | Abstentions    | 10 162       | 61,72        | 9 666       | 58,71       |  |
| Votants                           | Votants                | Votants        | 6 304        | 38,28        | 6 799       | 41,29       |  |
| Blancs et nuls                    | Blancs et nuls         | Blancs et nuls | 92           | 1,46         | 286         | 4,21        |  |
| Exprimés                          | Exprimés               | Exprimés       | 6 212        | 98,54        | 6 513       | 95,79       |  |
| Source : Ministère de l'Intérieur |                        |                |              |              |             |             |  |

## Démographie
| 1990   | 1999   | 2006   | 2011   | 2012   |
| ------ | ------ | ------ | ------ | ------ |
| 26 082 | 25 522 | 25 539 | 25 922 | 26 266 |